# Pieve di Monti di Villa
Pieve di Monti di Villa (già Villa Terenzana) è una frazione del comune italiano di Bagni di Lucca, nella provincia di Lucca, in Toscana.

## Storia
Il toponimo Villa è documentato nelle carte sin dall'XI secolo. La prima menzione di Villa Terenzana è del 1047; si suppone la derivazione del toponimo da un Terentius proprietario terriero, secondo il fenomeno dei prediali romani. Il borgo si sviluppò in epoca medievale intorno al castello di Villa Terenzana e alla pieve di San Giovanni Battista, che nel 1260 riuniva sotto di sé sei parrocchie (Bugnano, Lugnano, Granaiola, Montefegatesi, Tereglio, Messano) e l'ospedaletto di Cabbi.
Con l'incremento della popolazione nel vicino borgo di Monti di Villa, il toponimo della frazione fu poi mutato in Pieve di Monti di Villa. Nel 1833 la frazione contava 227 abitanti. Nel 1855 è nato a Pieve di Monti di Villa l'esploratore Adamo Lucchesi.

## Monumenti e luoghi d'interesse
- Pieve di San Giovanni Battista (XII secolo), fu ricostruita nel 1446 e poi di nuovo tra il 1760 e il 1776.[3] Si presenta a navata unica con croce latina, e conserva l'abside dell'edificio originario medievale.[3] Il campanile è stato rifatto nel 1892.[3] L'ultimo restauro della chiesa risale al 1929.[3] All'interno sono custoditi un organo del 1776 e una serie di lampadari a gocce di cristalli risalenti al XVII secolo.[3] All’interno del campanile sono collocate quattro campane in Fa maggiore, fuse da Raffaello Magni di San Concordio (LU) nel 1889. Nel 2003 venne fusa la campana minore dalla fonderia Capanni di Castelnovo ne’ Monti (RE).
- Oratorio della Madonna del Carmine (XVIII secolo)[5]
- Palazzo Gabrielli (XVI secolo)[3]
- Castello di Villa Terenzana, ruderi[3]